# Castell de Travesseres
Castell de Travesseres fou un castell termenat (documentat el 1303) situat al nucli de Travesseres, del municipi de Lles de Cerdanya (Cerdanya). Declarat bé cultural d'interès nacional, actualment en són observables restes del seu setial.

## Descripció
El castell de Travesseres ocupa la zona central del nucli del poble. És un clos format per diverses cases que, probablement, ja en època antiga van reaprofitar els murs del castell i s'hi van adossar.
Del castell només en queden algunes filades que podrien correspondre a la base dels murs, i algunes espitlleres conservades en algunes cases. De fet, l'element més clar i identificador del castell seria el mateix clos que fan les cases.
Tanmateix, també s'hauria de considerar la possibilitat que es tractés d'una "vila closa", sense el castell pròpiament dit, sinó justament un nucli tancat, format per cases fortificades. Aquest tipus de fortificació és bastant corrent a la Baixa Edat Mitjana, i considerant que documentalment només apareix des del segle xiv, la hipòtesi podria ser encertada.

## Història
Encara que el poble de Travesseres ja apareix a l'Acta de Consagració de la Seu d'Urgell del 839, no s'ha trobat cap referència al seu castell fins a l'any 1303 i 1313 (castrum Travesseris).
Els habitants de Travesseres sempre han considerat aquesta zona del poble, formant un clos amb diverses cases, com a castell (Cal Gòsol, Ca l'Andreu, etc.).